# Matthias Nicoll
Matthias Nicoll (East Northamptonshire, 1630 – 22 dicembre 1687) è stato un politico inglese, 6° sindaco di New York dal 1672 al 1673.